# Jonas Dassler
Jonas Dassler (Remscheid, 22 de marzo de 1996) es un actor alemán.

## Biografía
Dassler comenzó a estudiar teatro en el Liceo Ernst-Moritz-Arndt de Remscheid con solo 13 años. Tras pasar el abitur en 2014, estudió teatro e interpretación en la Escuela la Arte Dramático Ernst Busch de Berlín.
En 2015 obtuvo su primer papel cinematográfico en la película Uns geht es gut, dirigida por Henri Steinmetz. Posteriormente, en 2017, interpretó al protagonista de LOMO – The Language of Many Others, una película de Julia Langhof. Al año siguiente apareció en Das schweigende Klassenzimmer, de Lars Kraume y en Never Look Away, dirigido por Florian Henckel von Donnersmarck. 
Gracias a sus interpretaciones en LOMO y en Das schweigende Klassenzimmer obtiene el premio Bávaros del Cine como Mejor actor joven.
En 2016, Dassler participó en una obra teatral en el conocido Schaubühne am Lehniner Platz y desde la temporada 2017/18 fue miembro permanente del grupo teatral del Teatro Maxim Gorki de Berlín. En 2019, el cineasta Fatih Akın le propuso el papel de Fritz Honka, un asesino múltiple, en su película El monstruo de St. Pauli, trabajo por el que ganó como Mejor actor protagonista el Deutscher Filmpreis. Además, recibió en el Festival de Berlín de 2020 al Mejor actor europeo joven.

## Filmografía

### Cine
- Uns geht es gut, de Henri Steinmetz (2015)
- LOMO – The Language of Many Others, de Julia Langhof (2017)
- Das schweigende Klassenzimmer, de Lars Kraume (2018)
- Never Look Away (Werk ohne Autor), de Florian Henckel von Donnersmarck (2018)
- El monstruo de St. Pauli (Der Goldene Handschuh), de  Fatih Akın (2019)

### Televisión
- Die Protokollantin - miniserie TV, 5 episodios (2018)

## Teatro
- La morte di Danton (2016)
- Nach uns das All – Das innere Team kennt keine Pause (2017)
- Alles Schwindel (2017)
- A Walk on the Dark Side (2018)
- I giusti (2018)
- Una relazione per un'Accademia (2019)

## Reconocimientos
- Bayerischer Filmpreis
  - 2018: Mejor joven actor ( LOMO – The Language of Many Others y Das schweigende Klassenzimmer)

- Deutscher Schauspielpreis
  - 2018: Candidatura a mejor joven actor (Das schweigende Klassenzimmer)

- Deutscher Filmpreis
  - 2019: Candidatura a mejor actor protagonista (El monstruo de St. Pauli)

- Shooting Stars Award
  - 2020: Premio como joven actor europeo entregado durante el Festival de Berlín 2020